# Josh Hart
Joshua Aaron Hart, detto Josh (Silver Spring, 6 marzo 1995), è un cestista statunitense, professionista nella NBA con i New York Knicks.

## Carriera
È stato selezionato dagli Utah Jazz al primo giro del Draft NBA 2017 (30ª scelta assoluta).

## Statistiche
| † | Denota una stagione in cui ha vinto il titolo |

### NCAA
| Anno       | Squadra            | PG  | PT  | MP   | TC%  | 3P%  | TL%  | RP  | AP  | PRP | SP  | PP   |
| ---------- | ------------------ | --- | --- | ---- | ---- | ---- | ---- | --- | --- | --- | --- | ---- |
| 2013-2014  | Villanova Wildcats | 34  | 34  | 21,4 | 50,0 | 31,3 | 67,7 | 4,4 | 0,9 | 0,6 | 0,3 | 7,8  |
| 2014-2015  | Villanova Wildcats | 36  | 36  | 25,5 | 51,5 | 46,4 | 67,0 | 4,5 | 1,5 | 1,1 | 0,4 | 10,1 |
| 2015-2016† | Villanova Wildcats | 40  | 40  | 31,4 | 51,3 | 35,7 | 75,2 | 6,8 | 1,9 | 1,2 | 0,3 | 15,5 |
| 2016-2017  | Villanova Wildcats | 36  | 36  | 33,2 | 51,0 | 40,4 | 74,7 | 6,4 | 2,9 | 1,6 | 0,3 | 18,7 |
| Carriera   | Carriera           | 146 | 146 | 28,0 | 51,1 | 38,9 | 72,0 | 5,6 | 1,8 | 1,1 | 0,3 | 13,2 |

#### Massimi in carriera
- Massimo di punti: 37 vs Notre Dame (10 dicembre 2016)[1]
- Massimo di rimbalzi: 14 vs Delaware (22 dicembre 2015)
- Massimo di assist: 10 vs Saint Joseph's (2 volte)
- Massimo di palle rubate: 4 (3 volte)
- Massimo di stoppate: 2 (4 volte)
- Massimo di minuti giocati: 39 (2 volte)

### NBA

#### Regular Season
| Anno      | Squadra             | PG  | PT  | MP   | TC%  | 3P%  | TL%  | RP  | AP  | PRP | SP  | PP   |
| --------- | ------------------- | --- | --- | ---- | ---- | ---- | ---- | --- | --- | --- | --- | ---- |
| 2017-2018 | L.A. Lakers         | 63  | 23  | 23,2 | 46,9 | 39,6 | 70,2 | 4,2 | 1,3 | 0,7 | 0,3 | 7,9  |
| 2018-2019 | L.A. Lakers         | 67  | 22  | 25,6 | 40,7 | 33,6 | 68,8 | 3,7 | 1,4 | 1,0 | 0,6 | 7,8  |
| 2019-2020 | N.O. Pelicans       | 65  | 16  | 27,0 | 42,3 | 34,2 | 73,9 | 6,5 | 1,7 | 1,0 | 0,4 | 10,1 |
| 2020-2021 | N.O. Pelicans       | 47  | 4   | 28,7 | 44,0 | 32,6 | 77,5 | 8,0 | 2,3 | 0,8 | 0,3 | 9,2  |
| 2021-2022 | N.O. Pelicans       | 41  | 41  | 33,5 | 50,5 | 32,3 | 75,3 | 7,8 | 4,1 | 1,1 | 0,3 | 13,4 |
| 2021-2022 | Portland T. Blazers | 13  | 12  | 32,1 | 50,3 | 37,3 | 77,2 | 5,4 | 4,3 | 1,2 | 0,2 | 19,9 |
| 2022-2023 | Portland T. Blazers | 51  | 51  | 33,4 | 50,4 | 30,4 | 73,1 | 8,2 | 3,9 | 1,1 | 0,2 | 9,5  |
| 2022-2023 | N.Y. Knicks         | 25  | 1   | 30,0 | 58,6 | 51,9 | 78,9 | 7,0 | 3,6 | 1,4 | 0,5 | 10,2 |
| 2023-2024 | N.Y. Knicks         | 81  | 42  | 33,4 | 43,4 | 31,0 | 79,1 | 8,3 | 4,1 | 0,9 | 0,3 | 9,4  |
| 2024-2025 | N.Y. Knicks         | 77  | 77  | 37,6 | 52,5 | 33,3 | 77,6 | 9,6 | 5,9 | 1,5 | 0,4 | 13,6 |
| Carriera  | Carriera            | 530 | 289 | 30,4 | 47,1 | 34,2 | 75,3 | 7,0 | 3,2 | 1,0 | 0,3 | 10,3 |

#### Play-off
| Anno     | Squadra     | PG | PT | MP   | TC%  | 3P%  | TL%  | RP   | AP  | PRP | SP  | PP   |
| -------- | ----------- | -- | -- | ---- | ---- | ---- | ---- | ---- | --- | --- | --- | ---- |
| 2023     | N.Y. Knicks | 11 | 5  | 32,1 | 47,9 | 31,3 | 63,6 | 7,4  | 2,2 | 0,8 | 0,3 | 10,4 |
| 2024     | N.Y. Knicks | 13 | 13 | 42,2 | 44,0 | 37,3 | 72,9 | 11,5 | 4,5 | 1,0 | 0,8 | 14,5 |
| 2025     | N.Y. Knicks | 18 | 14 | 35,7 | 47,2 | 37,0 | 77,6 | 8,8  | 4,4 | 1,1 | 0,6 | 11,6 |
| Carriera | Carriera    | 42 | 32 | 36,7 | 46,1 | 35,9 | 73,7 | 9,3  | 3,9 | 1,0 | 0,5 | 12,2 |

#### Massimi in carriera
- Massimo di punti: 44 vs Washington Wizards (12 marzo 2022)[2]
- Massimo di rimbalzi: 19 vs New York Knicks (25 novembre 2022)
- Massimo di assist: 11 vs Memphis Grizzlies (13 novembre 2021)
- Massimo di palle rubate: 5 (2 volte)
- Massimo di stoppate: 3 (3 volte)
- Massimo di minuti giocati: 48 vs Golden State Warriors (19 marzo 2024)

### G League
| Anno      | Squadra          | PG | PT | MP   | TC%  | 3P%  | TL%  | RP  | AP  | PRP | SP  | PP   |
| --------- | ---------------- | -- | -- | ---- | ---- | ---- | ---- | --- | --- | --- | --- | ---- |
| 2017-2018 | South Bay Lakers | 2  | 2  | 32,0 | 42,4 | 26,7 | 37,5 | 5,5 | 2,0 | 1,5 | 0,5 | 17,5 |
| Carriera  | Carriera         | 2  | 2  | 32,0 | 42,4 | 26,7 | 37,5 | 5,5 | 2,0 | 1,5 | 0,5 | 17,5 |

## Palmarès
- Campione NCAA (2016)
- Julius Erving Award (2017)
- Samsung NBA Summer League MVP (2018)
- Samsung All-NBA Summer League First Team (2018)